# بالي قصر (ولاية)
وِلَايَةُ القَصْرِ البَالِي (بالتركية: بالیكسر ولایت) هي إحدى محافظات تركيا. عاصمتها مدينة بالي قصر تبلغ مساحتها 14,442 كم2 ويبلغ عدد سكانها 1,076,347 نسمة كما يبلغ معدل الكثافة السكانية 74/كم2 تقع في غرب تركيا.

## أعلام
- محمد سعيد غالب باشا
- ألبيرين أويسال
- مرورة جاغران
- تونجيل كورتيز